# 山口秀景
山口 秀景（やまぐち ひでかげ、生年不詳 - 天正11年1月12日〈1583年2月4日〉）は、戦国時代の武将。織田信長の家臣。仮名は甚介、受領名は玄蕃。諱は光広、長政とも。子に山口宗永。

## 略歴
秀景は山城国の国人で、宇治田原城主。
当初は公家・葉室家の侍で、後に将軍・足利義昭に仕え「武家御足軽」となった（『言継卿記』）。その前歴より、山科言継ら公家との連絡に携わる様子が多く見られる。また、織田信長との連絡役も務め、永禄12年（1569年）閏5月には美濃に派遣され、元亀2年（1571年）8月には北近江の信長の陣へと赴いている。
天正元年（1573年）の義昭追放後は、信長に仕えたとみられる。天正3年（1575年）12月には津田宗及の茶会に出席し、天正7年（1579年）9月には宇治川平等院前に橋を架けるよう、松井友閑とともに信長から命じられた。天正10年（1582年）3月には甲州征伐に従軍している。
同年6月に本能寺の変が起こった際は、帰国途中の徳川家康を宇治田原で歓待したという。
天正11年（1583年）1月12日、死去（『兼見卿記』）。